# San Sostene
San Sostene é uma comuna italiana da região da Calábria, província de Catanzaro, com cerca de 1.114 habitantes. Estende-se por uma área de 31 km², tendo uma densidade populacional de 36 hab/km². Faz fronteira com Badolato, Brognaturo (VV), Cardinale, Davoli, Isca sullo Ionio, Sant'Andrea Apostolo dello Ionio, Satriano.

## Demografia
| Variação demográfica do município entre 1861 e 2011                               |
|                                                                                   |
| Fonte: Istituto Nazionale di Statistica (ISTAT) - Elaboração gráfica da Wikipedia |